# تیموفی موزگوف

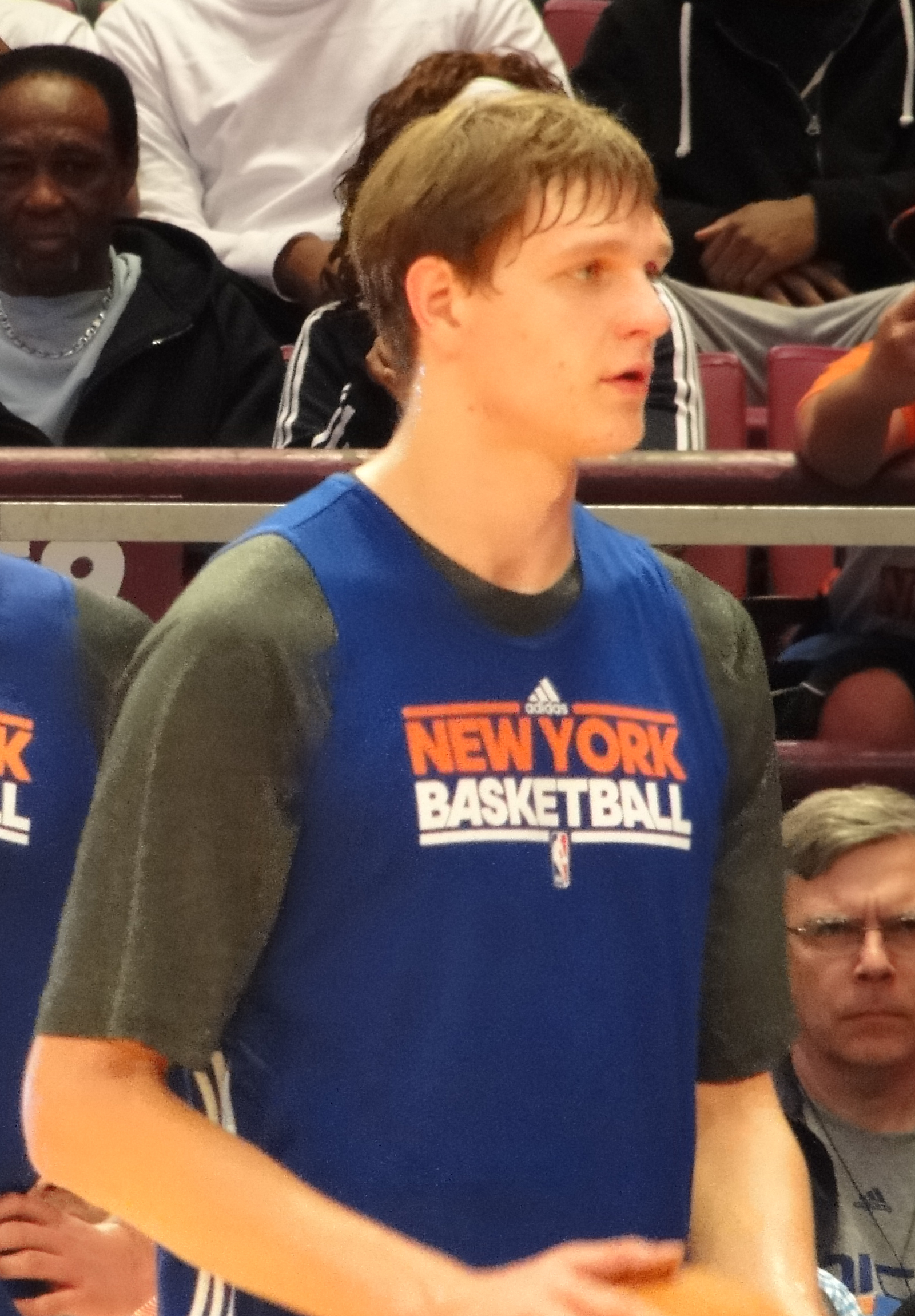

تیموفی موزگوف (به انگلیسی: Timofey Mozgov) متولد ژوئیه ۱۹۸۶ در سن پترزبورگ بازیکن ملی پوش و حرفه‌ای بسکتبال لیگ ان بی ای است که هم‌اکنون در تیم دنور ناگتس در آمریکا بازی می‌کند.
او عضو تیم ملی بسکتبال روسیه است.